# Конвой O-504 (грудень 1943)
Конвой O-504 (грудень 1943 року) — японський конвой часів Другої світової війни, проведення якого відбувалось у грудні 1943 року.
Вихідним пунктом конвою став Рабаул на острові Нова Британія (головна передова база японців в архіпелазі Бісмарка, з якої провадились операції на Соломонових островах та сході Нової Гвінеї), звідки група транспортних суден мала прибути до Палау — важливого транспортного хабу на заході Каролінських островів.
До складу конвою О-504 увійшли транспорти «Р'юко-Мару» (Ryuko Maru), «Курамасан-Мару» та ще два неідентифіковані судна (склад ескорту наразі також неідентифікований).
5 грудня 1943 року судна вийшли з Рабаула та попрямували на північний захід. У цей період на комунікаціях архіпелагу Бісмарка активно діяли як підводні човни, так і авіація, проте конвой О-504 зміг пройти по своєму маршруту та 12 грудня прибув до Палау.
Незадовго до того, у жовтні 1943 року, із Рабаула в Палау пройшов ще один конвой із тим же ідентифікатором.